# Vòi Eustache
Vòi Eustache trong giải phẫu học phổ thông thường được gọi là vòi nhĩ, trong Y học còn được gọi là ống tai hoặc ống hầu họng. Đây là một bộ phận hình ống, thuộc mô liên kết, nối giữa khoang mũi và khoang họng với tai giữa, được đặt theo tên của người đầu tiên khám phá ra bộ phận này là nhà giải phẫu người Ý thế kỷ XVI Bartolomeo Eustachi (tiếng Ý đọc như: /Bac-tô-lô-mêo Ơs-tat-si/, thường gọi tắt là Eustache, tiếng Anh đọc như: /bɑrtɔləˈmeɪoʊ ʌstɑkaɪ/).

## Cấu trúc
Ở người lớn, bình thường vòi Eustache  dài khoảng 35 mm (tức 1,4 in) và đường kính trung bình 3 mm (0,12 in). Vòi này kéo dài từ thành trước của tai giữa đến thành bên của mũi họng, xấp xỉ với mũi dưới. Vòi bao gồm một phần xương và một phần sụn.

### Phần xương
Phần xương chiếm khoản 1/3 chiều dài của vòi, gần sat tai giữa, dài khoảng 12 mm. Nó bắt đầu ở thành trước của khoang màng nhĩ, bên dưới vách ngăn cơ, và dần dần thu hẹp lại, kết thúc ở góc tiếp giáp với các phần nhỏ của xương thái dương, phần cuối có một bờ hình răng cưa giúp sự gắn kết của phần sụn. Phía trước của vòi được gọi là protympanum (tiền thân), chính là phần trước của phần xương của ống.

### Phần sụn
Phần sụn của vòi chiếm đoạn còn lại, chiều dài khoảng 24 mm và được tạo thành từ một tấm hình tam giác của sụn sợi đàn hồi, phần đỉnh của nó được gắn vào rìa của đầu trung gian của phần xương, còn phần đáy của nó nằm trực tiếp. dưới màng nhầy của phần mũi ở hầu họng, đằng sau lỗ ống thính giác.
Mép trên của sụn cuộn lại, uốn cong sang một bên để trên mặt cắt ngang có hình dạng như một cái móc. Do đó, tạo ra một rãnh, mở ra phía dưới và bên, và phần này của ống được hoàn thiện bởi màng xơ. Sụn nằm trong một rãnh giữa phần phiến của xương thái dương và cánh lớn của chỏm cầu; rãnh này kết thúc đối diện với phần giữa của tấm trung gian. Các phần sụn và xương của ống không nằm trong cùng một mặt phẳng, phần trước nghiêng xuống dưới một chút so với phần sau. Đường kính của ống không đồng nhất trong suốt, lớn nhất ở lỗ yết hầu, ít nhất là ở phần tiếp giáp của phần xương và sụn, và một lần nữa tăng lên về phía khoang màng nhĩ; phần hẹp nhất của ống được gọi là eo.

## Chức năng

### Cân bằng áp suất
Thường thì vòi đóng lại, nhưng nó sẽ mở ra để một lượng không khí bên ngoài đi qua nhằm cân bằng áp suất giữa tai giữa và khí quyển. Nếu vòi không được mở, sự chênh lệch áp suất có thể gây ra tình trạng mất thính giác (tức là bị điếc)  tạm thời do giảm chuyển động của màng nhĩ và các chất lỏng trong tai.
Trong trường hợp mất cân bằng, có thể sử dụng nhiều phương pháp "thông khí" tai như ngáp, nuốt nước bọt. Các phi công thời xưa thường vừa lái máy bay vừa nhai kẹo cao su để cố ý mở vòi này khi nuốt giúp cân bằng áp suất. Đối với thợ lặn hoặc người lái xe ở các vùng núi cao, thường dùng thiết bị hỗ trợ cân bằng áp suất có hình như một quả bóng áp vào mũi, tạo ra sự cân bằng áp suất không khí dương.

### Thoát nhày
Vòi còn có chức năng giúp thoát chất nhầy từ tai giữa. Do đó, nhiễm trùng đường hô hấp trên (mũi, họng) có thể làm cho vòi bị sưng tấy, không mở được nên giữ lại chất lỏng, tạo môi trường phát triển cho vi khuẩn gây nhiễm trùng tai. Tình trạng sưng tấy này có thể được giảm bớt thông qua việc sử dụng các loại thuốc thông mũi như pseudoephedrine và phenylephrine.